# Sambuugiin Oyuuntsetseg
Sambuugiin Oyuuntsetseg, född 15 december 1964, är en mongolisk bågskytt. Hon deltog vid olympiska sommarspelen 1988.